# Muséum de zoologie de Bogor
Le Muséum de zoologie de Bogor est un musée de zoologie indonésien situé sur l'île de Java, dans la ville de Bogor. Il jouxte le jardin botanique de Bogor. Le musée et son laboratoire ont été fondés en 1894 par le gouvernement des Indes orientales néerlandaises, à l'époque coloniale. Il contient l'une des plus grandes collections de spécimens de faune en Asie du Sud-Est.

## Historique
Le musée de zoologie de Bogor est fondé par le Dr JC Koningsberger en août 1894 et n'était à l'origine qu'un petit laboratoire de recherche au coin du jardin botanique de Bogor (à l'époque connu sous le nom de Lands Plantentuin). Ce laboratoire s'appelait Landbouw-zoölogisch Laboratorium (laboratoire d'agriculture et de zoologie) et travaillait sur les insectes ravageurs des plantes.
Inspiré par un voyage au Sri Lanka quelques années plus tard, en 1898, JC Koningsberger entreprend de collecter des spécimens d'animaux sauvages pour des recherches avec l'aide du botaniste Melchior Treub. Ainsi, fin août 1901, un bâtiment abritant le musée zoologique, connu sous le nom de Zoölogisch Museum en Werkplaats, est construit. En 1906, le musée et le laboratoire sont associés et l'ensemble est renommé Zoölogisch Museum en Laboratorium. C'est dans cette institution qu'en 1912 Pieter Ouwens rédige la première description scientifique du dragon de Komodo. Le musée est connu sous son nom actuel depuis que l'Indonésie a obtenu son indépendance en 1950.
En 1987, l'institution connue sous le nom de Zoologicum Bogoriense est renommée Balai Penelitian dan Pengembangan Zoologi (Association de recherche et développement en zoologie) et fonctionne sous la tutelle du Pusat Penelitian dan pengembangan biologi (Institut de recherche et développement en biologie). La collection du musée est enrichie en 1997 grâce à des subventions de la Banque mondiale et du gouvernement japonais.

## Collection
Le musée zoologique de Bogor s'étend sur 1 500 m² et contient l'une des plus vastes collections de faune asiatique. Il se compose de vingt-quatre salles d'exposition. Cette collection comprend des animaux fossilisés et taxidermisés, dont :
- Mammifères : environ 650 espèces et 30 000 spécimens, y compris un rare Rhinocéros de Java.
- Oiseaux : environ 1000 espèces et 30 000 spécimens.
- Reptiles et amphibiens : environ 763 espèces et 19 000 spécimens.
- Insectes : environ 12 000 espèces et 2 500 000 spécimens.
- Mollusques : environ 900 espèces et 13 000 spécimens.
- Autres invertébrés : environ 700 espèces et 15 000 spécimens.

Cette collection comprend aussi un squelette de baleine bleue (Balaenoptera musculus), le plus grand en Indonésie. C'est également dans ce musée qu'est conservé l'holotype de l'orang-outan de Tapanuli.